# Limenitis cora
Limenitis cora är en fjärilsart som beskrevs av Hans Fruhstorfer 1907. Limenitis cora ingår i släktet Limenitis och familjen praktfjärilar. Inga underarter finns listade i Catalogue of Life.